# Noordelijke Dynastieën
Noordelijke Dynastieën is in de Chinese en Japanse historiografie over China de gebruikelijke benaming voor vijf heersershuizen die tussen 439 en 581 de Noord-Chinese laagvlakte en het stroomgebied van de Gele Rivier beheersten. De belangrijkste dynastie was die van de Noordelijke Wei. In tegenstelling tot de Zuidelijke Dynastieën werden de Noordelijke Dynastieën in de traditionele Chinese geschiedschrijving niet beschouwd als legitieme opvolgers van de Jin-dynastie. Toch werden zij betiteld als 'dynastieën' en niet als staten, omdat de Sui-dynastie, het heersershuis dat zowel de Noordelijke als de Zuidelijke Dynastieën opvolgde, eveneens afkomstig was uit het noorden. In 659 verscheen de Beishi (北史, 'Geschiedenis van het Noorden'), de officiële dynastieke geschiedenis, waarin de gezamenlijke geschiedenis van de vijf Noordelijke Dynastieën en die van de Sui-dynastie werd beschreven.
De gehele periode 420-589 wordt ook wel samengevat met de term Zuidelijke en Noordelijke Dynastieën. Dit begrip is neutraler van aard, omdat het probleem van de legitimiteit wordt vermeden.

## Politieke ontwikkelingen
De Noordelijke Dynastieën werden gevormd door vijf heersershuizen, met als belangrijkste:
- Noordelijke Wei (386-534). In 386 werd in het noorden van het huidige Shanxi een staat gevestigd door de Toba, een clan die behoorde tot het proto-Mongoolse volk van de Xianbei. De Toba noemden hun dynastie 'Wei'. Om verwarring met gelijknamige andere dynastieën te voorkomen kreeg hun heersershuis in de latere historiografie de naam Noordelijke Wei-dynastie. Na de vernietiging in 439 van Noord-Liang, het laatste van de Zestien Koninkrijken, was geheel Noord-China in hun handen. Zij wisten hun gebied uit te bouwen tot een machtig rijk. Na een tienjarige burgeroorlog verdeelden de twee machtigste krijgsheren het land in 534 in een oostelijk en een westelijk deel.

Het oostelijke en meest verchineesde deel kwam, met als hoofdstad Ye (鄴) ten noorden van het huidige Anyang, onder de nominale heerschappij van de:
- Oostelijke Wei (534-550). De keizer stond volledig onder controle van leden van de familie Gao (高). Hij werd in 550 afgezet door Gao Yang (高洋), de stichter van de
- Noordelijke Qi-dynastie (550-577).

Het westelijke en meest traditioneel ingestelde deel van Noordelijk Wei kwam, met de oude hoofdstad Chang'an onder de nominale heerschappij van de:
- Westelijke Wei (535-556). De keizers waren marionetten van generaal Yuwen Tai (宇文覺). Hij greep in 557 zelf de macht en stichtte de:
- Noordelijke Zhou-dynastie (557-581). In 577 werd het oostelijk deel veroverd, waarmee geheel Noord-China weer verenigd was. Vervolgens nam Yang Jian (楊堅), een aangetrouwd familielid en regent van de laatste keizer, de macht over in 581. Hij werd daarmee de stichter van de Sui-dynastie en wist na de verovering van het zuiden het Chinese keizerrijk in 589 te verenigen.

In de latere historische traditie, met zijn nadruk op politieke gebeurtenissen en de doctrine van het Hemels Mandaat werd de eenwording van 589 zeer benadrukt. Een lange periode van verdeeldheid was beëindigd en werd gevolgd door een nieuwe periode van eenheid en bloei. De Sui en Tang-dynastie werden tegenover de niet-Chinese staten van het noorden geplaatst. Men kan echter niet spreken van een breuk. De economische, culturele en etnische grondslagen van de Sui en Tang waren afkomstig van de Noordelijke en Westelijke Wei en van de Noordelijke Zhou. Dit gold ook voor militaire instituties. Zo werd het systeem van de lokale milities (fubing, 府兵) voor het eerst toegepast in 550 door generaal Yuwen Tai.